# 南アジアサッカー連盟
南アジアサッカー連盟（みなみアジアサッカーれんめい、英: South Asian Football Federation）は、南アジア地域のサッカーの強化を目的とし、1997年に設立された。略称はSAFF。現在7か国が加盟している。南アジアサッカー選手権などの大会を主催する。

## 加盟国
| 協会           | 代表      | 創設 | SAFF 加盟 |
| -------------- | --------- | ---- | --------- |
| インド         | 男子/女子 | 1937 | 1997      |
| スリランカ     | 男子/女子 | 1939 | 1997      |
| モルディブ     | 男子/女子 | 1982 | 1997      |
| バングラデシュ | 男子/女子 | 1972 | 1997      |
| パキスタン     | 男子/女子 | 1947 | 1997      |
| ネパール       | 男子/女子 | 1951 | 1997      |
| ブータン       | 男子/女子 | 1983 | 2005      |

旧加盟国 : アフガニスタン 2005-2014（現在は中央アジアサッカー協会所属）

## 大会一覧
- 南アジアサッカー選手権
- 南アジア競技大会サッカー競技
- 南アジア女子サッカー選手権

## 歴代会長
- ガネシュ・タパ（英語版） 1999年 - 2009年
- カジ・サラフディン（英語版） 2009年 - 現在